# Якутские языки
Яку́тские языки (диалекты) — одна из ветвей собственно тюркских идиомов, согласно классификации Н. А. Баскакова относится к восточнотюркскому таксону.  Распространена на территории Российской Федерации, в первую очередь в таких регионах, как Саха и Таймырский Долгано-Ненецкий район в составе Красноярского края, а также Хабаровский край, Магаданская область, Амурская область, Иркутская область, Забайкальский край.

## Состав группы
- Якутский язык
  - Акающие якутские диалекты
  - Окающие якутские диалекты (включая литературную норму якутского языка)
- Долганский язык (иногда считается окающим диалектом якутского языка)